# Francis Paré
Francis Paré (* 30. Juni 1987 in LeMoyne, Québec) ist ein ehemaliger kanadischer Eishockeyspieler mit belarussischer Staatsbürgerschaft, der im Verlauf seiner aktiven Karriere zwischen 2004 und 2022 unter anderem 411 Spiele in der Kontinentalen Hockey-Liga (KHL) sowie 397 weitere Partien in der American Hockey League (AHL) auf der Position des Centers bestritten hat. Paré gewann sowohl im Jahr 2014 mit dem HK Metallurg Magnitogorsk den Gagarin-Pokal der KHL als auch ein Jahr zuvor mit den Grand Rapids Griffins den Calder Cup der AHL.

## Karriere

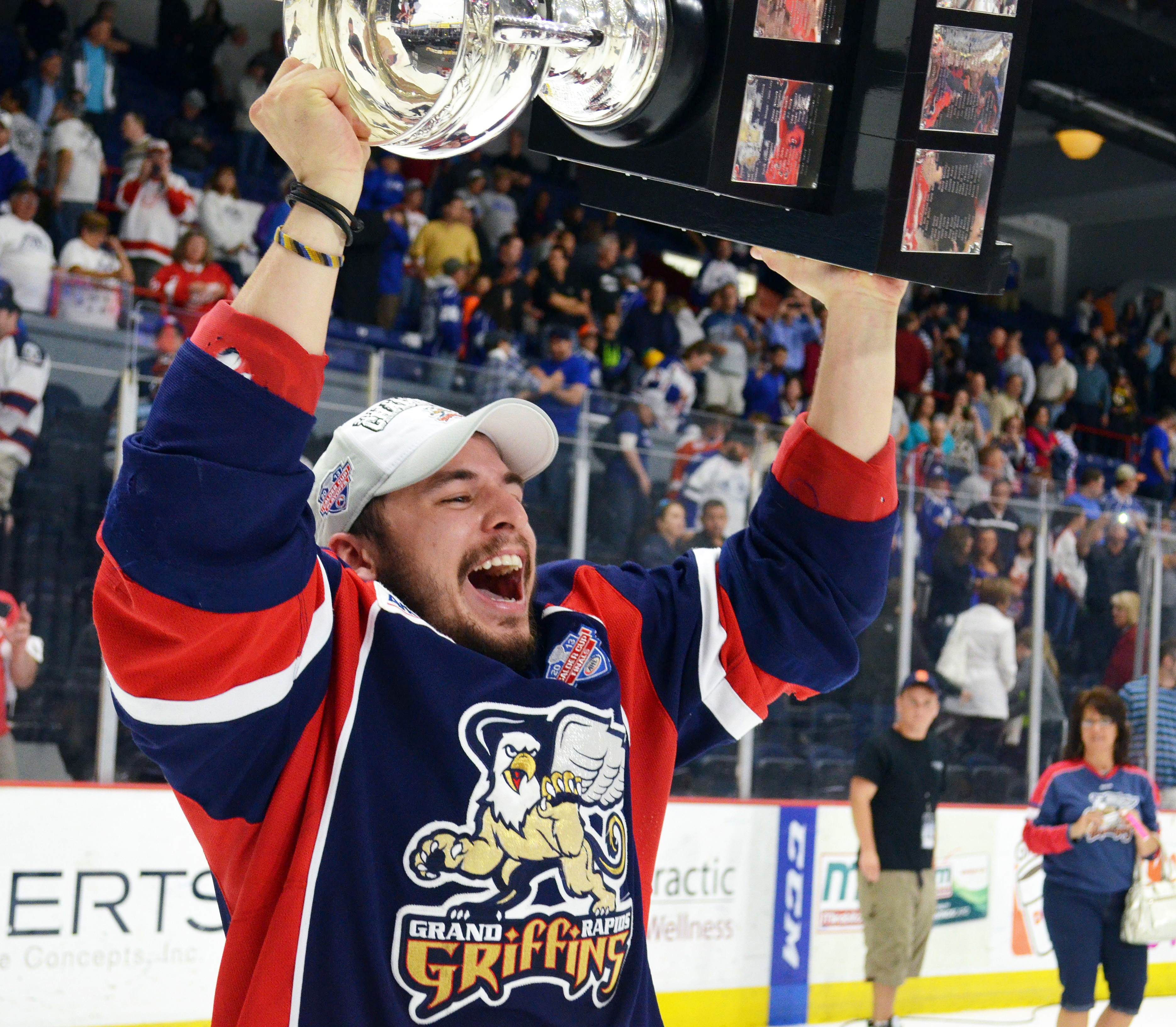
Paré beim Gewinn des Calder Cups mit den Grand Rapids Griffins (2013)

Francis Paré begann seine Karriere in der Saison 2003/04 bei den Cataractes de Shawinigan in der kanadischen Juniorenliga Ligue de hockey junior majeur du Québec (LHJMQ), als er fünf Spiele für das Team bestritt. In der folgenden Spielzeit gehörte er zum Stammkader der Mannschaft und spielte eine gute Rookiesaison 24 Toren und 23 Assists. Im Jahr darauf konnte er sich deutlich steigern und kam auf 74 Scorerpunkte, womit er sich zu einem der führenden Spieler der Cataractes entwickelte. Der sportliche Erfolg mit seiner Mannschaft blieb aber weiterhin aus, da sie vorzeitig in den Playoffs scheiterten. In der Saison 2006/07 schwächelten die Cataractes schon in der regulären Saison und belegten in der Liga den drittletzten Platz. Auch für Paré war die Spielzeit ein Rückschritt. Zwar kam er mit 73 Scorerpunkten bis auf einen Zähler an seine Leistung des Vorjahrs heran, jedoch benötigte er dafür 13 Spiele mehr. Im Sommer 2007 wechselte innerhalb der Liga zu den Saguenéens de Chicoutimi, wo er seine letzte und gleichzeitig auch beste Saison bei den Junioren bestreiten sollte. Traf Paré in seinen ersten drei Spielzeiten nie mehr als 29 Mal, so war er in der Saison 2007/08 mit 54 Treffern bester Torschütze und konnte als einziger Spieler der Liga die 50-Tore-Marke erreichen. Mit insgesamt 102 Punkten war er zudem zweitbester Scorer der LHJMQ, wurde ins First All-Star Team gewählt und mit der Trophée Michel Brière als wertvollster Spieler der Liga ausgezeichnet.
Nachdem er in den Jahren zuvor von keinem Franchise der National Hockey League (NHL) gedraftet wurde, unterschrieb Paré im Sommer 2008 einen Profivertrag in der American Hockey League (AHL) bei den Grand Rapids Griffins, dem Farmteam der Detroit Red Wings. Dort hatte er einen guten Start in die Saison 2008/09, obwohl er nur unregelmäßig eingesetzt wurde. Im Dezember 2008 erzielte er innerhalb einer Woche drei Tore und bereitete weitere vier Treffer vor, woraufhin er zum AHL-Spieler der Woche ausgezeichnet wurde. Am Ende der Spielzeit 2012/13 gewann er mit den Griffins den Calder Cup.
Im Sommer 2013 entschied sich Paré für einen Wechsel nach Europa und wurde zunächst von TPS Turku aus der finnischen Liiga verpflichtet. Im Dezember 2013 verließ er den Klub und wechselte in die Kontinentalen Hockey-Liga (KHL) zum HK Metallurg Magnitogorsk, mit dem er 2014 den Gagarin-Pokal gewann. Im Dezember 2014 wurde der Kanadier im Tausch gegen ein Wahlrecht für den KHL Junior Draft an den HK Traktor Tscheljabinsk abgegeben. Dort spielte er bis Oktober 2015, ehe er gegen Filip Novák vom HC Slovan Bratislava eingetauscht wurde.
Nach einem Abstecher zu TPS kehrte er im Juni 2016 in die KHL zurück, als er vom kroatischen Hauptstadtklub KHL Medveščak Zagreb verpflichtet wurde. Im Januar 2017 wechselte er zum NLA-Klub Genève-Servette HC in die Schweiz. Zwischen 2017 und 2019 absolvierte er 118 KHL-Partien für Awtomobilist Jekaterinburg und wechselte anschließend innerhalb der Liga zum HK Dinamo Minsk nach Belarus. Dort war er bis zum Ende der Spielzeit 2020/21 zwei Spielzeiten lang aktiv und schloss sich danach dem amtierenden Meister HK Awangard Omsk an. Dort spielte der Kanadier allerdings nur bis zum Ende des Kalenderjahres 2021 und verließ den Klub in Richtung des Lausanne HC aus der Schweizer National League. Paré beendete die Spielzeit in Lausanne schließlich und wechselte im Sommer 2022 zum EHC Visp in die zweitklassige Swiss League. Dort erklärte der Kanadier allerdings nach lediglich vier Einsätzen Ende Oktober desselben Jahres seinen sofortigen Rücktritt vom aktiven Sport, nachdem er infolge einer zu Saisonbeginn erlittenen Kopfverletzung mit erheblichen Nachwirkungen zu kämpfen hatte.

## Erfolge und Auszeichnungen
| - 2008 LHJMQ First All-Star-Team - 2008 Trophée Michel Brière - 2008 CHL Second All-Star-Team | - 2013 Calder-Cup-Gewinn mit den Grand Rapids Griffins - 2014 Gagarin-Pokal-Gewinn mit dem HK Metallurg Magnitogorsk - 2016 Spengler-Cup-Gewinn mit dem Team Canada |

### International
- 2004 Bronzemedaille bei der World U-17 Hockey Challenge

## Karrierestatistik

### International
| Vertrat Kanada bei: - World U-17 Hockey Challenge 2004 | Vertrat Belarus bei: - Weltmeisterschaft 2021 - Qualifikationsturnier für die Olympischen Winterspiele 2022 |

(Legende zur Spielerstatistik: Sp oder GP = absolvierte Spiele; T oder G = erzielte Tore; V oder A = erzielte Assists; Pkt oder Pts = erzielte Scorerpunkte; SM oder PIM = erhaltene Strafminuten; +/− = Plus/Minus-Bilanz; PP = erzielte Überzahltore; SH = erzielte Unterzahltore; GW = erzielte Siegtore; 1 Play-downs/Relegation; Kursiv: Statistik nicht vollständig)